# Horní Suchá
Horní Suchá (Duits: Ober Suchau) (Pools: Sucha Górna) is een Tsjechische gemeente in de regio Moravië-Silezië, en maakt deel uit van het district Karviná.
Horní Suchá telt 4503 inwoners (2006).

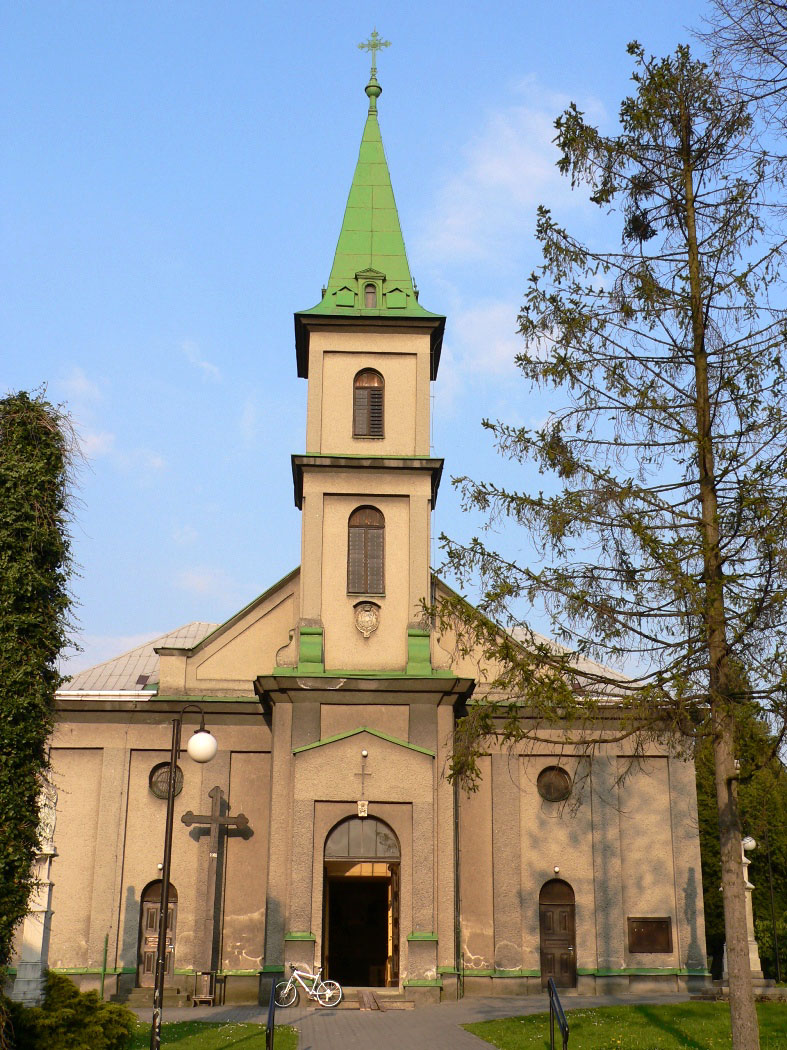
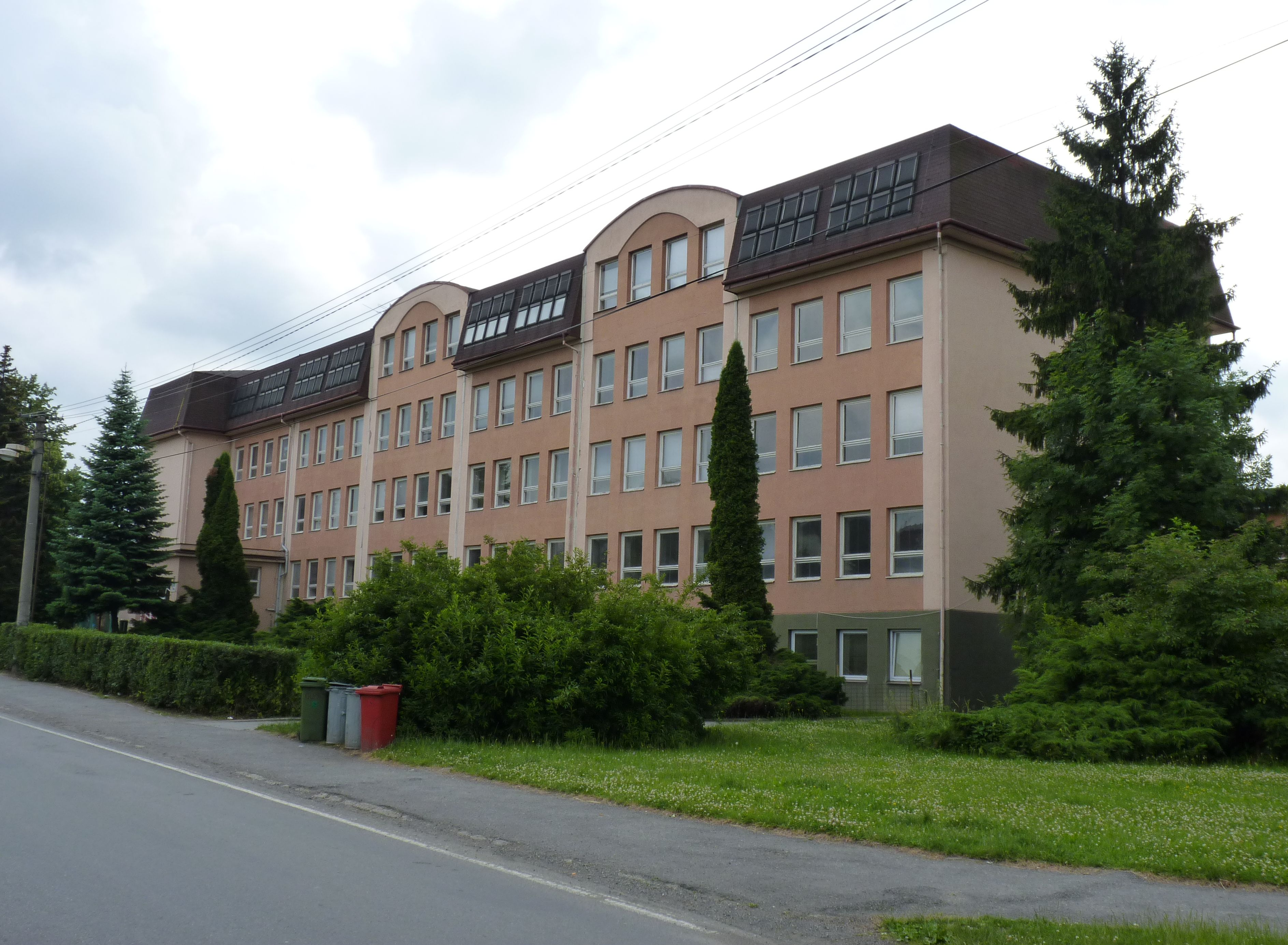
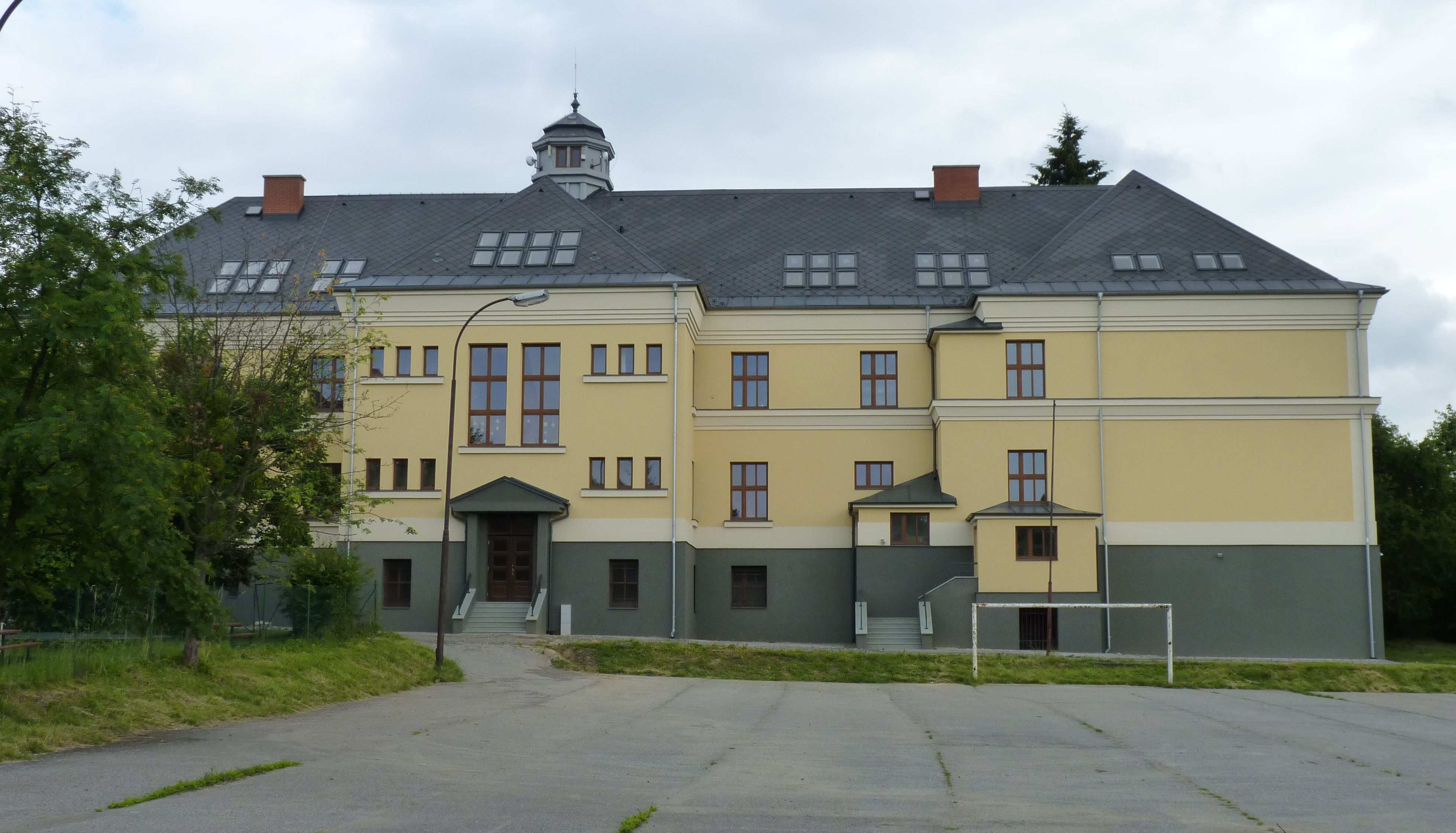
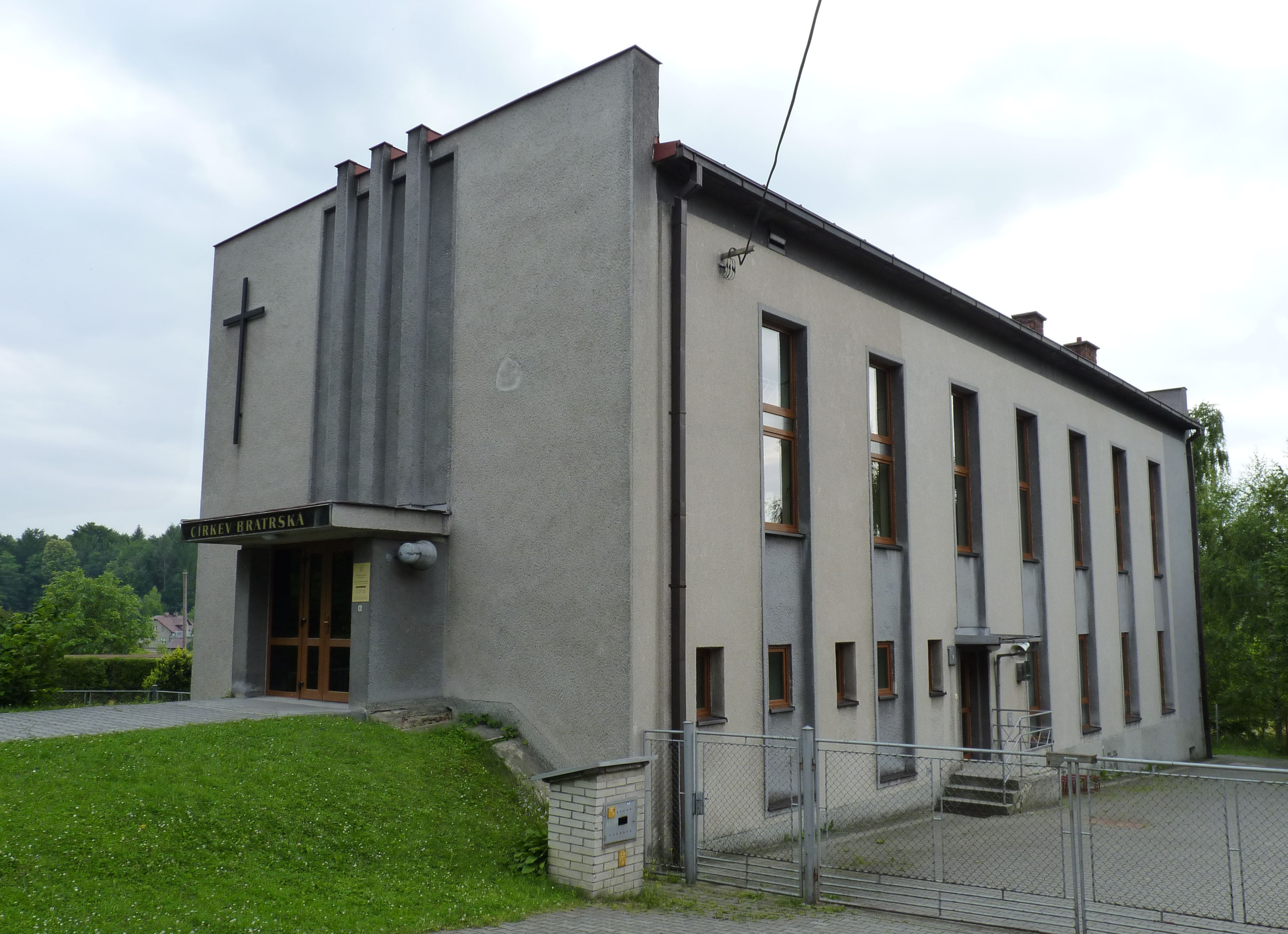
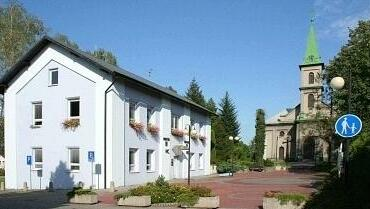

Albrechtice ·
Bohumín ·
Český Těšín ·
Dětmarovice ·
Dolní Lutyně ·
Doubrava ·
Havířov ·
Horní Bludovice ·
Horní Suchá ·
Chotěbuz ·
Karviná ·
Orlová ·
Petrovice u Karviné ·
Petřvald ·
Rychvald ·
Stonava ·
Těrlicko